# Triepeolus cecilyae
Triepeolus cecilyae (лат.) — вид пчёл-кукушек рода Triepeolus из подсемейства Nomadinae (Apidae). Перу и Чили. Назван в честь Cecily Bradshaw за поддержку исследований пчёл.

## Распространение
Южная Америка: Перу и Чили.

## Описание
Мелкие слабоопушённые пчёлы коричневато-чёрного цвета, с беловато-жёлтыми отметинами на теле как у ос. Длина около 1 см. Следующие морфологические признаки в совокупности отличают T. alvarengai от всех других южноамериканских Triepeolus: лобная область, дорзум мезосомы и обе верхние и вентролатеральные половины мезоплевры имеют густые, длинные, прямостоячие, мелко разветвленные волоски, а апикальные поперечные полосы тергитов T3—T4 сужены или узко прерваны медиально. Triepeolus cecilyae и T. atoconganus — единственные южноамериканские виды рода с длинными, прямыми/субпрямыми волосками на верхней поверхности и большей части мезосомы, но у T. atoconganus они в большинстве своем короче и менее многочисленны, покрывая большую часть верхней, но не вентролатеральной половины мезоплевры. Кроме того, у T. atoconganus все поперечные полосы T1-T4 широко прерваны медиально. Вид был впервые описан в 2016 году гименоптерологом Laurence Packer
(York University), а его валидный статус подтверждён в ходе ревизии, проведённой в 2024 году канадским энтомологом Томасом Онуферко (Thomas M. Onuferko, York University, Торонто, Канада) и его коллегами.